# 로니 반 잰트
로니 반 잰트(영어: Ronnie Van Zant 로니 밴 잰트[*], 1948년 1월 15일 ~ 1977년 10월 20일)는 서던 록 밴드 레너드 스키너드의 리드 보컬리스트, 주요 작사가, 그리고 창립 멤버로 알려진 미국의 가수였다. 그는 현재 레너드 스키너드의 리드 보컬리스트인 조니 반 잰트와 38 스페셜의 설립자이자 보컬리스트인 도니 반 잰트의 형이었다.

## 어린 시절
그는 플로리다주 잭슨빌에서 태어나 자랐다. 로니는 음악에 대한 사랑을 찾기 전에 많은 것들이 되기를 열망했다. 권투 선수 무하마드 알리의 팬이었던 그는 링에서 경력을 쌓는 것을 고려했고, 아메리칸 레전드 야구를 하는 동안 마이너 리그 베이스볼의 성공을 꿈꿨다.

## 레너드 스키너드
반 잰트는 1964년 여름, 친구이자 학우인 앨런 콜린스 (기타), 게리 로싱턴 (기타), 래리 준스트롬 (베이스), 밥 번즈 (드럼)와 함께 마이 백야드라는 밴드를 결성했다. 5인조는 로버트 E. 리 고등학교에서 콜린스를 제외한 모든 사람들이 가졌던 체육 교사 레너드 스키너에 대한 모의 헌사로서 레너드 스키너드를 결정하기 전에 몇 가지 이름을 거쳤다.
밴드의 전국적인 노출은 1973년 데뷔 음반 《(Pronounced 'Lĕh-'nérd 'Skin-'nérd)》의 발매와 함께 시작되었는데, 이 음반에는 〈I Ain't the One〉, 〈Tuesday's Gone〉, 〈Gimme Three Steps〉, 〈Simple Man〉 그리고 후에 올맨 브라더스 밴드의 고인이 된 듀안 올맨에게 헌정된 그들의 시그니처인 〈Free Bird〉가 포함되어 있다.
이 밴드는 또한 더 후의 《Quadrophenia》 투어의 미국 부분의 오프닝 밴드로 선정되었을 때 노출되었다. 레너드 스키너드의 가장 큰 히트 싱글은 닐 영의 〈Alabama〉와 〈Southern Man〉에 대한 답인 후속 음반 《Second Helping》의 〈Sweet Home Alabama〉였다.

## 사망
1977년 10월 20일, 사우스캐롤라이나주 그린빌에서 루이지애나주 배턴루지로 가는 공연 사이에 밴드를 태운 비행기가 미시시피주 길스버그 외곽에서 연료가 떨어졌다. 승객들은 컨베어 CV-240의 잠재적인 문제에 대해 알고 있었고 충돌에 대비하라는 지시를 받았다. 반 잰트는 항공기가 나무에 부딪힌 후 머리에 부상을 입어 사망했다. 밴드메이트 스티브 게인스와 캐시 게인스, 부조종사 월터 맥크리, 부조종사 윌리엄 그레이, 부조종사 딘 킬패트릭도 사망했다. 그 밴드의 나머지 사람들은 심각한 부상을 입었다.